# أسماء بنت غالب الناصري
هي  أسماء غَالِب بن عَبدِ الرحْمَن النَّاصري، أبوها شيخ الموالي زمن الخليفة الحكم المستنصر بالله وأبيه عبد الرحمن الناصر، تزوجت في أول أمرها من الوزير عبد الرّحمن بن موسى بن حُدَيْر وطلقها في زمن الحَكَم، وتزوجت من الحاجب المنصور محمد بن أبي عامر سنة 367 ه‍ في عرس عظيم، قال ابن حيان عنه أنه أعظم حفلة عُرس جرت في الأندلس، وَلم يفارقها الْمَنْصُور حَيَاته.
كَانَت عفيفة أريبة أديبة من صوالح النِّسَاء ذَات جمال بارع وأدب صَالح، حسنة الخلق بارة بوالدها.

## موت والدها
لما خَالف غَالب أَبوهَا وظفر بِهِ الْمَنْصُور فِي قصَّة طَوِيلَة، امتحنها المنصور بِأَن أَمر بِعرْض رَأس أَبِيهَا عَلَيْهَا أذ أنفذه إِلَى قرطبة فَقَالَت: الْحَمد لله الَّذِي أراحك وَحكم لمولاك أما لَوْلَا طَاعَة الإِمَام الْمولى وَحقّ الزَّوْج المطاع لقضيت للحزن عَلَيْك أوطارا وَإِنِّي بالحزن لَك لأولي مني بالحزن عَلَيْك عَليّ بِمَاء الْورْد وَالطّيب فَهَذَا آخر الْعَهْد ببر الْأَب، فغسلت وَجهه ورجلت شعره وَنَثَرت عَلَيْهِ مسكا كثيرا وأسلمته إِلَى الرَّسُول فأنفذ إِلَى الْخَلِيفَة هِشَام الْمُؤَيد وَكَانَ هَلَاك غَالب يَوْم السبت لأَرْبَع خلون من الْمحرم سنة إِحْدَى وَسبعين وثلاثمائة.